# Luzhou Laojiao
Luzhou Laojiao Company Limited (泸州老窖, «Лучжоу Лаоцзяо», буквально — «Лучжоуский старый погреб») — китайский производитель крепких алкогольных напитков (главным образом байцзю с «сильным ароматом» из ферментированных сорго и персиков). Основан в 1573 году, штаб-квартира в  Лучжоу. Входит в число крупнейших публичных компаний страны.

## История
Винокурня Luzhou Laojiao была основана в 1573 году и является старейшим непрерывно работающим производителем байцзю в мире. В 1950 году на базе нескольких старинных погребов была основана современная компания Luzhou Laojiao. Байцзю производства Luzhou Laojiao было любимым спиртным напитком китайского лидера Дэн Сяопина.
В 2012 году компания начала экспортировать свою продукцию в страны Азиатско-Тихоокеанского региона, а в 2016 году — в Африку. В 2017 году продажи элитного бренда Guojiao 1573 в материковом Китае превысили 10 млрд юаней (около 1,65 млрд долларов). В 2018 году стоимость Luzhou Laojiao превысила 100 млрд юаней (15,75 млрд долларов).
Осенью 2018 года Luzhou Laojiao на пять лет стала ассоциированным спонсором Открытого чемпионата Австралии по теннису, а корт №2 в Мельбурн-Парке в честь бренда Guojiao 1573 получил название «1573 Arena».

## Деятельность
Luzhou Laojiao является четвёртым по величине производителем байцзю в Китае, уступая лишь Kweichow Moutai, Wuliangye Yibin и Jiangsu Yanghe Brewery. Основными брендами компании являются Guojiao 1573 (National Cellar 1573), Luzhou Laojiao Tequ, Luzhou Laojiao Jiaoling, Luzhou Laojiao Touqu и Luzhou Laojiao Erqu. Также Luzhou Laojiao выпускает коктейли с содержанием байцзю. Крупнейшим каналом сбыта продукции Luzhou Laojiao являются магазины беспошлинной торговли.
По итогам 2021 года основные продажи пришлись на бренды средней и высокой ценовой категории (89,1 %), такие как Guojiao 1573 и Luzhou Laojiao Tequ. Основным рынком сбыта продукции компании является материковый Китай (99,6 %).

## Акционеры
Основными акционерами Luzhou Laojiao являются Комитет по контролю и управлению государственным имуществом Лучжоу (51,1 %), E Fund Management (4,74 %), China Merchants Fund Management (3,33 %), Invesco Great Wall Fund Management (2,88 %), China Securities Finance Corporation (2,31 %), China Universal Asset Management (2,3 %) и China Investment Corporation (1,43 %).